# Walter Rodney
Walter Anthony Rodney (født 23. marts 1942, død 13. juni 1980) var en guyanesisk historiker og politiker.
Rodney er bedst kendt for sin bog How Europe Underdeveloped Africa. Bogen handlede om Afrikas historie. Rodney blev dræbt i et attentat i 1980.
Født i en arbejderklasse familie i Georgetown, Britisk Guiana (nu Guyana), Walter Rodney var en kvik studerende, debattør og atlet. Han blev student fra University College of the West Indies i Jamaica i 1963 med en historiegrad. 
Som 24-årig fik Walter en PhD i afrikansk historie i 1966 fra the School of Oriental and African Studies (SOAS) i London, England. Hans PhD omhandlede slavehandlen på the Upper Guinea Coast og blev udgivet af 
Oxford Univerity Press
i 1970s med titlen 'A History of the Upper Guinea Coast 1545-1800'.
| Biografi | Spire Denne biografi er en spire som bør udbygges. Du er velkommen til at hjælpe Wikipedia ved at udvide den. |

1. ↑  Navnet er anført på engelsk og stammer fra Wikidata hvor navnet endnu ikke findes på dansk.